# 헤리타 일룽가
은콩올로 헤리타 일룽가(프랑스어: Nkongolo Hérita Ilunga, 1982년 2월 25일 ~ )는 콩고 민주 공화국의 전 축구 선수로 레프트백으로 활약했다. 그는 에스파뇰 B, 생테티엔, 툴루즈, 웨스트햄 유나이티드, 동커스터 로버스, 렌, , 크레테유을 대표했다. 그는 또한 콩고 민주 공화국 국가대표팀에서 32번의 국가대표 경기에 출전했다.

## 구단 경력

### 초기 경력
13살 때, 일룽가는 아미앵 SC에서 훈련을 시작했고, 스타드 렌으로 이적하기 전에 솜을 연고로 하는 클럽에서 4년 동안 머물렀다.
일룽가는 20살 때 스페인으로 건너가 에스파뇰에 입단했다. 바르셀로나에서 레프트백은 스페인 3부 리그 에스파뇰 B에서만 활동했지만, 그는 2003년 처음에는 프랑스로 임대했던 생테티엔 감독 프레데리크 안토네티의 눈에 띄기에 충분했다
일룽가는 스타드 조프루아 기샤르에서 4시즌을 보내며 셍테티엔 소속으로 135경기에 출전해 구단의 시즌 최우수 선수상을 수상했다

### 툴루즈
2007년 여름, 일룽가는 2007-08년 UEFA 챔피언스리그 진출권을 얻은 툴루즈로 이적했다. 그 수비수는 안필드에 나타났는데, 툴루즈는 리버풀과의 3차 예선 경기에서 합계 5-0으로 졌다. 그가 툴루즈에 머문 첫 시즌은 리그 1 17위로, 힘든 시즌을 보낸 후 강등을 면하면서 끔찍했다.
툴루즈는 UEFA컵에 진출했는데, 일룽가는 CSKA 소피아와의 원정 경기에서 6경기에 출전한 뒤 조별 리그에서 탈락했다. 툴루즈는 리그 1에서도 힘든 시즌을 보냈지만, 발랑시엔을 2-1로 꺾고 시즌 마지막 날 강등을 면했다.
다음 시즌(2008-09), 일룽가는 새로운 감독 알랭 카사노바를 선호하지 않는 것으로 보이며, 알랭 카사노바는 레프트백으로 제레미 마티외를 선호했다. 두 달 동안 단 1분도 뛰지 않고 다른 유럽 클럽(마요르카와 뉴캐슬 포함)에서 접근한 후, 일룽가는 잉글랜드 프리미어리그의 웨스트햄 유나이티드의 관심사와 연결되었다.

### 웨스트햄 유나이티드
2008년 9월 2일, 프리미어리그의 웨스트햄 유나이티드는 일룽가와 2008-09 시즌 임대 계약을 체결했다.
일룽가는 9월 13일 웨스트브로미치 앨비언과의 원정 경기에서 웨스트햄 데뷔 전을 치렀고, 조지 맥카트니를 선덜랜드로 매각한 후 빠르게 클럽의 주전 레프트백으로 자리매김했다. 일룽가의 활약으로 그는 웨스트햄 팬들에 의해 10월의 선수로 뽑혔다. 일룽가는 2009년 1월 3일 반즐리와의 홈 FA컵 경기에서 클럽의 첫 골을 넣었고, 미들즈브러와의 경기에서 다시 골을 넣었다.
2009년 4월 15일, 일룽가는 웨스트햄과의 임대 이적을 4년 영구 계약으로 바꾸기로 합의했다. 이 계약은 2009년 여름 이적 시장이 열리면서 완료되었다. 그의 영구 계약 첫 경기는 2009년 8월 15일 울버햄프턴 원더러스와의 경기에서 2-0으로 이겼고, 일룽가와 케빈 폴리의 머리가 65분 동안 충돌한 후, 일룽가와 폴리는 치료가 필요했다. 일룽가가 조너선 스펙터와 교체되는 동안 폴리는 복귀할 수 있었다. 일룽가는 9월 19일 리버풀과의 경기에서 90분을 뛰면서 복귀하지 못하고 턱 부상을 당했다. 2009년 10월 31일, 일룽가는 켄윈 존스와 함께 사고에 휘말렸다. 존스는 반칙으로 일룽가의 얼굴을 밀쳐 보복했고, 존스는 퇴장당해 3경기 출전 금지를 받았고, 일룽가는 예약되었다. 경기는 2-2로 끝났다. 일룽가는 2009-10 시즌 동안 웨스트햄에서 17경기에 출전했지만 1월부터 시즌이 끝날 때까지 1경기에 출전했다. 2010년 2월 11일 버밍엄 시티와의 경기에서 부상을 당한 일룽가는 그 시즌에 다시 출전하지 않았다.

## 국가대표팀 경력
일룽가는 2004년 아프리카 네이션스컵에서 콩고 민주 공화국 국가대표팀의 일원으로 1차 전에서 조 최하위를 기록하여 8강 진출에 실패했다.
일룽가는 2006년 이집트에서 열린 아프리카 네이션스컵에서 콩고 민주 공화국이 8강에 오르는 것을 도왔다. 콩고 민주 공화국은 토고를 이기고 앙골라와 비긴 후 마지막 8강전에서 개최국에 의해 탈락했다.
2008년 6월 1일, 일룽가는 카이로에서 열린 이집트와의 2010년 FIFA 월드컵 예선 전에서 조국의 첫 골을 기록했지만, 콩고 민주 공화국이 2차 예선 전에서 탈락하는 것을 막기에는 역부족이었다.